# Вагула
Ва́гула (эст. Vagula järv; уст. Ваггола) — озеро в Эстонии. Расположено в уезде Вырумаа на территории волости Выру в 2 км к западу от города Выру. Через озеро протекает река Выханду, соединяющая Вагулу с озером Тамула, располагающимся в 1,5 км восточнее.
Акватория озера располагается в южной части территории деревни Вагула. С восточной стороны к озеру прилегает территория деревни Роозисааре, с южной — Юба, с западной — Ярвере, с северной — Алакюля. Вдоль южного берега проходит железнодорожная линия Валга — Койдула, на которой находится закрытый остановочный пункт Вагула.
Площадь озера составляет 603,8 га. Длина с востока на запад составляет 4,6 км, ширина — 1,7 км. Максимальная глубина — 11,5 м, средняя глубина — 5,2 м. Берега низкие, преимущественно песчаные или галечные. Уровень воды озера был понижен в 1934 году более чем на 1 м. В настоящее время высота озера составляет 69,2 м над уровнем моря. В 1974 году на озере было организовано рыбоводческое хозяйство «Вагула».
В озере обитают лещ, окунь, ёрш, плотва, щука, язь, сазан, форель, речной угорь, линь, судак, ручьевая минога, чудской сиг и другие рыбы. Из водоплавающих птиц гнездятся большие поганки, лысухи, кряквы, чомги, чирки, гоголи, лебеди-шипуны и другие. По данным на начало 1960-х годов, рыбопродукция озера Вагула была небольшой — около 20 кг/га. Специалисты относят озеро к мезотрофным водоёмам.
Озеро Вагула является популярным местом отдыха. Периодически проводятся соревнования по рыбной ловле.
В начале XX века около озера было найдено множество древних бронзовых вещей, из которых сохранилась пряжка V века с красной и белой эмалью и плоская дужка. В озере также были найдены кости мамонта и зубра.